# Anèmia de cèl·lules falciformes
L'anèmia de cèl·lules falciformes, o anèmia drepanocítica, és una hemoglobinopatia (una malaltia genètica que afecta l'hemoglobina). És causada per l'hemoglobina S, la qual es crea al canviar una glutamina per una valina en les cadenes polipèptiques beta; això provoca que en una situació de baixa tensió d'oxigen, l'hemoglobina es deforma i l'eritròcit adquireix una aparença d'una falç. Aquesta nova forma provoca dificultats pel que fa a la circulació dels glòbuls vermells, s'obstrueixen els vasos sanguinis i causen símptomes com, per exemple, dolor en les extremitats. Els glòbuls vermells també tenen una vida més curta i, a la vegada, això provoca una anèmia, ja que no poden ser reemplaçats a temps.